# Franz Schönaich
Franz von Schönaich (Vienna, 27 febbraio 1844 – Vienna, 25 gennaio 1916) è stato un generale e politico austriaco.

## Biografia
Dopo una brillante carriera d'esercito, Franz von Schönaich venne nominato ispettore generale d'esercito nel 1887 e nel 1905 venne promosso al rango di Feldzeugmeister. Dal 1906 al 1911 fu Ministro imperiale della Guerra.
Si spense a Vienna il 25 gennaio 1916.